# خراد نامه
خراد نامه إسكندر (ويعني كتاب حكمة الإسكندر) قطعة من الأدب الفارسي لعبد الرحمن الجامي كُتبَت معارضةً لتقليد المخمسات لنظامي الكنجوي (ت 1209). وهي تشكل الكتاب الأخير من مؤلفات الجامي الأكبر المكونة من سبعة كتب، هفت أورنك. وبشكل أكثر تحديدًا، تركز على أساطير الإسكندر الأكبر كما رواها نظامي في كتاب إسكندر نامه وفي نهاية المطاف في تقليد نوع الأدب القصصي للإسكندر. يقدم تمثيل الجامي لهذا النوع لقُرائه تأملًا روحيًا في رحلات الإسكندر يتخلله تأملات فلسفية طويلة تتجلى من خلال الحكايات القصيرة (الحكايات). وكما هو الحال مع المؤلفين الإسلاميين الآخرين في هذا العصر، يُحددون بأن الإسكندر في النهاية هو ذو القرنين ويشيرون في بنائه للجدار الشرقي ضد يأجوج ومأجوج.
تم تأليف النص قبل عام 1489، وربما في عام 1485، وكان مخصصًا لحاكم هرات التيموري (إحدى المدن التي يُعتقد أن الإسكندر الأكبر شيدها في الأصل أثناء غزوه للإمبراطورية الأخمينية)، ثم السلطان حسين بايقرا (حكم من 1469 إلى 1506). يبلغ طوله حوالي 2300 بيت، مما يجعله قصيرًا نسبيًا مع الأدب الفارسي الآخر.

## الملخص
اختار الجامي التركيز على القصص التي تعكس الحكمة وأسرارها بدلًا من إعادة سرد حياة ورحلات الإسكندر بالتفصيل، كما هي الحال مع الإسكندر الأكبر في الشاهنامة أو الإسكندر في كتاب نظامي. يركز النهج القصصي والتعليمي للجامي على القضايا المدنية والفلسفية، بينما يتطرق فقط إلى عدد قليل من الحلقات الرئيسة في حياة الإسكندر، بدءًا من تعليمه على يد أرسطو وصعوده إلى العرش، يليه قسم طويل يناقش فلاسفة البلاط بما في ذلك أعمال الحكمة لأرسطو وأفلاطون وسقراط وأبقراط وفيثاغورس وأسكيلبيوس (الذي يعمل على استبدال فتيوس فالنس [الإنجليزية] وأبولونيوس وبورفيري في قصيدة نظامي). يمكن تلخيص فتوحات الإسكندر من مصر إلى بلاد فارس في ملخص موجز :
"لقد اقتلع هياكل الأصنام من أساسها،

 وألقى كهنة النار في النار،
لقد طهر الأرض من جميع الأديان،
أنقذ دين الله النقي والطاهر (دين يازدان باك)
لقد بنى العديد من المدن في أماكن مختلفة،
مثل سمرقند ومرو وهرات.
عازمًا على بناء حاجز، اتجه شرقًا،
وأغلق باب الفتنة على يأجوج.
بعد أن عبر مساحة الأرض،

 ومن اليابسة وصل إلى المحيط الأخضر.
كما ساهم الإسكندر في تقدم الحضارة من خلال سك العملات الذهبية والفضية، وبدأ استخدام الحديد في البناء وغيره من المواد، واختراع المرآة (ورد ذكر هذا أيضًا في مرآة إسكندري لأمير خسرو)، وأجرى أول قياسات، وترجم الأدب الفارسي إلى اليونانية. كما زار الإسكندر الصين والهند والمدينة المباركة. وبعد زيارته لجبل قاف، يتلقى إعلانًا عن اقتراب وفاته؛ ويصبح هذا موضوع القسم الأخير من القصيدة. وفي النهاية يموت ويدفن في الإسكندرية (أعظم مدينة بناها في مصر أثناء رحلاته)، وترثيه والدته وعدد من الحكماء.

## التأثير
كان لقصيدة الجامي تأثير كبير على سد إسكندري لعلي شير النوائي، وهي أسطورة الإسكندر الوحيدة التي أُلِّفَت باللغة التركية الجغاتائية.

## الطبعات
- آلاخان أفشاهزاد، نقد وبريسي أثر وشرح أحوال جامي (طهران، 1999)
- نور الدين عبد الرحمن بن أحمد الجامي الخراساني، خيردنامة الاسكندري، في مثنوي هفت أورانغ ، ط. مرتضى مدرس جيلاني (طهران 1987)، الصفحات 911-1013
- مثنوي هفت أورانج ، محرر آلاخان أفشاهزاد، جبل داد عليشة، أصغر جانفيده، ظاهر أحراري، حسين أحمد طربيات (مجلدان، طهران 1999)، الثاني، ص 415-529

## طالع أيضًا
- قصة الإسكندر